# Ulaan Chab
Ulaan Chab o Ulanqab (cinese: 乌兰察布; pinyin: Wūlánchábù) è una città-prefettura della Cina nella provincia della Mongolia Interna.

## Suddivisioni amministrative
- Distretto di Jining
- Fengzhen
- Contea di Zhuozi
- Contea di Huade
- Contea di Shangdu
- Contea di Xinghe
- Contea di Liangcheng
- Bandiera anteriore destra di Qahar
- Bandiera centrale destra di Qahar
- Bandiera posteriore destra di Qahar
- Bandiera di Dorbod